# Iàkovlev Iak-1
El Iàkovlev Iak-1 (en rus: Як-1), conegut inicialment com a I-26, fou un caça monomotor d'ala baixa fabricat per l'oficina de disseny soviètica Iàkovlev durant els anys 40, el disseny dels quals va començar al novembre de 1938. A partir d'aquest model es van desenvolupar altres models que es van fabricar en grans quantitats, participant tots ells en la Segona Guerra Mundial amb la Força Aèria Soviètica.

## Disseny
Encara que abans de la Segona Guerra Mundial, Iàkovlev era més conegut per dissenyar avions esportius lleugers, el bombarder lleuger Iàkovlev Iak-4 va impressionar al govern soviètic, per la qual cosa va ordenar al OKB el disseny d'un nou caça que comptés amb un motor Klimov VK-106 V-12 refrigerat per líquid.
Les especificacions formals van ser publicades el 29 de juliol de 1939, demanant dos prototips: un I-26-1 que tingués una velocitat màxima de 620 km/h a 6.000 metres d'altitud, un radi d'acció de combat de 600 km, pujar a un sostre de vol de 10.000 m en menys d'11 minuts, un armament de 2 metralladores ShKAS de 7,62 mm i 1 metralladora pesant Berezin BS de 12,7 mm; i un I-26-2 amb un motor M-106 turboalimentat amb una velocitat de 650 km/h a 10.000 m d'altura, i armat amb 2 metralladores ShKAS de 7,62 mm. El disseny es va veure beneficiat per l'àmplia experiència que tenia l'equip Iàkovlev en el desenvolupament d'avions esportius. A causa del retard del motor M-106, el disseny va ser canviat per incorporar el motor Klimov M-105 V-12, amb un canó ShVAK de 20 mm en la "V" del bloc del motor.
L'I-26-1 va realitzar el seu primer vol el 13 de gener de 1940. El prototip va sofrir freqüents sobrecalentamientos que mai van ser resolts, la qual cosa va derivar en 15 aterratges d'emergència durant les primeres proves. El 27 d'abril de 1940, l'I-26-1 s'estavella, resultant mort el pilot Yu.I.Piontkovskiy. La recerca de l'accident va trobar que el pilot havia realitzat algunes acrobàcies que se sortien del pla de prova, es té la hipòtesi que indica que la desviació del pla de vol de Piontkovskiy radicava en la frustració que sentia en veure que l'I-26-1 s'estava empleando per a proves de motor, mentre que l'I-26-2 ja es trobava fent acrobàcies.
La mala qualitat dels subensamblajes proporcionat pels diferents proveïdors va ocasionar que l'I-26-2 pesés 400 kg més del projectat, provocant que l'estructura només suportés un màxim de 4,4 G, a més de que es mantenia el problema de sobrecalentamiento del motor. Els diversos defectes que tenia l'I-26-2 van fer que fallés la prova oficial del model. Afortunadament per a Iàkovlev, els seus competidors, l'I-200 (posteriorment designat Mikoian-Gurévitx MiG-3) i l'I-301 (posteriorment Lavochkin-Gorbunov-Goudkov LaGG-3) també van fallar en les proves.
Les millores requerides van ser incorporades en l'I-26-3, sent lliurat per a proves el 13 d'octubre de 1940, encara estant arracades diverses millores i el problema de sobreescalfament del motor.

## Variants
I-26
Dos prototips.
Iak-1
Primera versió de producció a partir d'octubre de 1940, amb motor M-105P.
Iak-1b
Versió que comptava amb una nova cabina de bombolla, blindatge reforçat, les metralladores ShKAS van ser reemplaçades per una Berezin UBS, control elèctric i pneumàtic del control de tir en comptes del control mecànic, nova palanca de control basada en l'alemany Messerschmitt Bf 109, millora del sistema de refrigeració, motor Klimov M-105PF amb un millor rendiment en baixes altituds. El primer vol (avió Nº 3560) va alçar el vol al juny de 1942, entrant en producció a l'agost d'aquest mateix any. Van ser construïts un total de 4.188 aparells.
Iak-1M
Prototip del Iàkovlev Iak-3, amb un ala més petita, sistema de refrigeració revisat, pes reduït i motor millorat. Es van construir 2 unitats.
I-28 (Iak-5)
Prototip de interceptor de gran altura amb un motor Klimov M-105D desenvolupat a partir de l'I-26-2. Es diferenciava de l'I-26 principalment pel seu fuselatge i cua construïts totalment de metall. Un avió va ser construït, va tenir el seu primer vol l'1 de desembre de 1940. No va entrar en servei a causa d'una sèrie de deficiències en el motor, però va servir de base per al desenvolupament de les versions de gran altura, conegudes com Iàkovlev Iak-7 i Iàkovlev Iak-9.
I-30 (Iak-3)
Desenvolupat a partir de l'I-26 amb ales redissenyades de metall, el pes i espai guanyats van ser utilitzats per agregar armament i augmentar la capacitat del dipòsit de combustible. Dos prototips van ser construïts, I-30-1 armat amb tres canons de 20 mm ShKAS i dues metralladores ShKAS de 7,62 mm. i un I-30-2 amb dos ShKAS addicionals. No va entrar en producció. Finalment la designació Iak-3 va ser reutilitzada per a un caça diferent (Veure Iàkovlev Iak-3).
Diverses versions del Iak-1 no van rebre designació especial. Aquests inclouen prototips amb motors Klimov VK-106 i Klimov VK-107.

## Operadors
França
- Força Aèria de la França Lliure Esquadró de caça Normandie-Niemen

 Polònia
- Força Aèria de l'Exèrcit Polonès

 Unió Soviètica
- Força Aèria Soviètica

 Iugoslàvia
- Força Aèria Iugoslava

## Història operacional
En l'inici de la Gran Guerra Patriòtica el 22 de juny de 1941, 425 Iak-1 havien estat construïts, encara que alguns es trobaven en ruta o es trobaven desmuntats. Aviat es va descobrir que la majoria dels combats aeris es realitzaven a altituds inferiors a 4.000 m, per la qual cosa el Iak-1, que havia estat dissenyat com a escorta d'avions d'atac a terra (Il-2) aviat va provar tenir un significatiu avantatge sobre els seus competidors soviètics. Per realitzar un cercle complet el Iak-1 trigava només 17 segons. El MiG-3, que tenia el millor acompliment a gran altura, tenia un mal acompliment a baixes i mitjanes altures, a més el seu pobre armament ho feia inadequat fins i tot per a atac a terra. El LaGG-3 va experimentar una significativa degradació en el seu acompliment (al voltant de 100 km/h en alguns avions) pel que fa als prototips, això va ser a causa de la inexperiència del fabricant amb la construcció en contraplacat, que sofria deformacions en estar exposat a la intempèrie. El contraxapat que cobria al Iak-1 també sofria de les inclemències del temps, però el marc d'acer mantenia a l'aeronau en gran part intacta.
Malgrat els seus defectes, el Iak-1 va ser ben rebut pels pilots. Vint-i-quatre d'aquests avions van ser enviats a l'esquadró d'elit femení 586 IAP, els pilots de la qual incloïen a les dues úniques asos femenines: Kàtia Budànova (11 victòries) i Lídia Lítviak (12 victòries). El Iak-1 va ser també el primer avió que va equipar a l'1.er. Regiment Polonès de Caça "Warsaw" (en polonès 1 Pułk Lotnictwa Myśliwskiego "Warszawa") i a l'Esquadró de Caça Normandie-Niemen francès.

La importància d'aquest avió en la Segona Guerra Mundial sempre va ser subestimada; els successors del Iak-1, els Iak-7, Iak-9 i Iak-3 tenien essencialment el mateix disseny amb només algunes modificacions, però a causa de les convencions de noms de la Unió Soviètica aquests avions van rebre diferents designacions; si prenem en compte l'anterior, el caça Iak amb motor a pistó és el caça del que es va fabricar major quantitat d'aparells en la història, amb prop de 36.000 unitats, excedint en uns quants centenars a l'avió soviètic d'atac a terra més conegut, el Ilyushin Il-2 Shturmovik.